# 竹内廣三郎
竹内 廣三郎（竹内 広三郎、たけのうち ひろさぶろう、1891年 - 1931年2月24日）は、滋賀県出身の陸上競技選手・指導者、サッカー選手。

## 経歴
滋賀師範学校を経て、東京高等師範学校に進学。東京高師在学中は陸上・十種競技の選手として第3回および第4回の極東選手権競技大会に出場した他、1917年および1918年の日本陸上競技選手権大会で2年連続優勝した。
また、蹴球部（現：筑波大学蹴球部）にも所属し、1917年5月に開催された第3回極東選手権競技大会のサッカー日本代表に選出され、主将として2試合に出場した（そのうちの1試合がフィリンピン代表に2-15で敗れた試合である）。
東京高師を卒業後、愛知県第一中学校（現：愛知県立旭丘高等学校）教諭、京都師範学校教諭や大阪体育協会の主事などを歴任。1924年に大阪毎日新聞からの依頼でパリ五輪のサッカーの取材を行った。1928年アムステルダムオリンピックでは陸上競技チームの総監督を務めた。
1930年冬より風邪で療養していたが、1931年2月24日に死去した。

## 所属クラブ
- 東京高等師範学校

## サッカー代表歴

### 出場大会
- 1917年：極東選手権競技大会サッカー競技

### 試合数
- 2試合 0得点 (1917)

| 日本代表 | 国際Aマッチ | 国際Aマッチ | その他 | その他 | 期間通算 | 期間通算 |
| 年       | 出場        | 得点        | 出場   | 得点   | 出場     | 得点     |
| -------- | ----------- | ----------- | ------ | ------ | -------- | -------- |
| 1917     | 0           | 0           | 2      | 0      | 2        | 0        |
| 通算     | 0           | 0           | 2      | 0      | 2        | 0        |

## 著書
- 『芬蘭のランニング』廣文堂、1926年1月。